# (6519) Giono
(6519) Giono ist ein Asteroid des Hauptgürtels, der am 12. Februar 1991 vom belgischen Astronomen Eric Walter Elst am Observatoire de Haute-Provence (IAU-Code 511) entdeckt wurde.
Der Asteroid wurde nach dem französischen Schriftsteller und Dramatiker Jean Giono (1895–1970) benannt, der als Hintergrund seiner Werke vorzugsweise die Landschaft der Haute Provence verwendete. Ab 1954 gehörte er der Académie Goncourt an.